# Chieti Calcio 1990-1991
Questa pagina raccoglie le informazioni riguardanti il Chieti Calcio nelle competizioni ufficiali della stagione 1990-1991.

## Rosa
| N. |                   | Ruolo | Calciatore         |
| -- | ----------------- | ----- | ------------------ |
|    | Italia (bandiera) | D     | Nicola Bellandrini |
|    | Italia (bandiera) | C     | Gianni Cavezzi     |
|    | Italia (bandiera) | D     | Angelo Colazzilli  |
|    | Italia (bandiera) | D     | Gabriele Consorti  |
|    | Italia (bandiera) | P     | Fabio Corneli      |
|    | Italia (bandiera) | C     | Giuseppe De Amicis |
|    | Italia (bandiera) |       | M. De Amicis       |
|    | Italia (bandiera) | C     | Sabatino De Massis |
|    | Italia (bandiera) |       | Di Meo             |
|    | Italia (bandiera) | D     | Vincenzo Feola     |

| N. |                   | Ruolo | Calciatore             |
| -- | ----------------- | ----- | ---------------------- |
|    | Italia (bandiera) | A     | Luca Leone             |
|    | Italia (bandiera) | P     | Dario Marigo           |
|    | Italia (bandiera) | D     | Gabriele Morganti      |
|    | Italia (bandiera) | A     | Giovanni Pagliari (II) |
|    | Italia (bandiera) | C     | Andrea Pallanch        |
|    | Italia (bandiera) | C     | Mauro Picconi          |
|    | Italia (bandiera) | C     | Cosimo Presicci        |
|    | Italia (bandiera) | D     | Emidio Sabatelli       |
|    | Italia (bandiera) | A     | Stefano Sgherri        |
|    | Italia (bandiera) | C     | Daniele Simeoni        |

## Risultati

### Campionato

#### Girone di andata
| 16 settembre 1990 1ª giornata | Teramo | 0 – 2 | Chieti |  |

| 23 settembre 1990 2ª giornata | Chieti | 1 – 0 | Vastese |  |

| 30 settembre 1990 3ª giornata | Chieti | 0 – 0 | Francavilla |  |

| 7 ottobre 1990 4ª giornata | Giulianova | 1 – 1 | Chieti |  |

| 14 ottobre 1990 5ª giornata | Chieti | 1 – 0 | Lanciano |  |

| 21 ottobre 1990 6ª giornata | Riccione | 0 – 1 | Chieti |  |

| 4 novembre 1990 7ª giornata | Bisceglie | 0 – 1 | Chieti |  |

| 11 novembre 1990 8ª giornata | Chieti | 3 – 0 | Fasano |  |

| 18 novembre 1990 9ª giornata | Molfetta | 0 – 0 | Chieti |  |

| 25 novembre 1990 10ª giornata | Chieti | 2 – 0 | Vis Pesaro |  |

| 2 dicembre 1990 11ª giornata | Jesi | 1 – 1 | Chieti |  |

| 9 dicembre 1990 12ª giornata | Chieti | 2 – 1 | Rimini |  |

| 16 dicembre 1990 13ª giornata | Martina | 1 – 3 | Chieti |  |

| 30 dicembre 1990 14ª giornata | Chieti | 2 – 1 | Altamura |  |

| 6 gennaio 1991 15ª giornata | Sambenedettese | 1 – 0 | Chieti |  |

| 13 gennaio 1991 16ª giornata | Chieti | 2 – 0 | Trani |  |

| 20 gennaio 1991 17ª giornata | Civitanovese | 2 – 3 | Chieti |  |

#### Girone di ritorno
| 3 febbraio 1991 18ª giornata | Chieti | 0 – 0 | Teramo |  |

| 10 febbraio 1991 19ª giornata | Vastese | 0 – 0 | Chieti |  |

| 17 febbraio 1991 20ª giornata | Francavilla | 1 – 1 | Chieti |  |

| 24 febbraio 1991 21ª giornata | Chieti | 0 – 0 | Giulianova |  |

| 3 marzo 1991 22ª giornata | Lanciano | 0 – 0 | Chieti |  |

| 17 marzo 1991 23ª giornata | Chieti | 1 – 0 | Riccione |  |

| 24 marzo 1991 24ª giornata | Chieti | 1 – 0 | Bisceglie |  |

| 30 marzo 1991 25ª giornata | Fasano | 1 – 1 | Chieti |  |

| 7 aprile 1991 26ª giornata | Chieti | 2 – 0 | Molfetta |  |

| 14 aprile 1991 27ª giornata | Vis Pesaro | 0 – 1 | Chieti |  |

| 28 aprile 1991 28ª giornata | Chieti | 1 – 1 | Jesi |  |

| 5 maggio 1991 29ª giornata | Rimini | 0 – 1 | Chieti |  |

| 12 maggio 1991 30ª giornata | Chieti | 4 – 0 | Martina |  |

| 19 maggio 1991 31ª giornata | Altamura | 1 – 0 | Chieti |  |

| 26 maggio 1991 32ª giornata | Chieti | 2 – 2 | Sambenedettese |  |

| 2 giugno 1991 33ª giornata | Trani | 0 – 0 | Chieti |  |

| 9 giugno 1991 34ª giornata | Chieti | 0 – 0 | Civitanovese |  |